# Koivujupukka
Koivujupukka är ett naturreservat i Övertorneå kommun i Norrbottens län.
Området är naturskyddat sedan 2010 och är 1,5 kvadratkilometer stort. Reservatet omfattar tre mindre bergsryggar med våtmarker emellan. Reservatet består av lövrik granskog och i mindre partier tallskog.